# Polyéléos
Nota: les psaumes cités sont numérotés selon la Septante. Pour la numérotation massorétique voir Découpage et numérotation des psaumes.
Le Polyéléos (du grec ancien : πολυέλεος, polyéléos, de πολυ, poly, « beaucoup » et ἒλεος, éléos, « miséricorde ») est, dans les Églises d'Orient — Églises orthodoxes et Églises catholiques de rite byzantin —, une partie de l'office où sont chantés les psaumes psaume 135 (134) et 135. L’adjectif polyéléos, « très miséricordieux », tient à la répétition de l’hypopsalma : Car sa miséricorde est pour les siècles ! après chaque verset du psaume 135.
Le polyéléos étant réservé aux fêtes des saints les plus vénérés, constitue une des parties les plus festives des vigiles nocturnes : la mélodie est en général énergique, les lumières sont allumées, les Saintes Portes sont ouvertes, le clergé quitte l'autel et encense toute l'église. Dans la pratique la plus courante, on ne chante pas tous les versets, et il est fréquent, notamment en Russie, de ne chanter que le premier et le dernier des versets de chacun des deux psaumes.
Le polyéléos, dans la pratique contemporaine, remplace souvent le psaume 118 qui est normalement chanté le dimanche, par analogie avec les fêtes les plus joyeuses du calendrier liturgique.
Reste d'une ancienne lecture du psautier à cet endroit, le polyéléos est complété, à l'occasion des trois dimanches qui précèdent le Grand Carême, par le psaume 136 : « Sur les bords des fleuves de Babylone », interprété par les Pères comme une invitation à lutter contre les péchés naissants alors qu'approche la Sainte Quarantaine.